# Воскодавинці (Хмільницький район)
Воскодави́нці — село в Україні, у Самгородоцькій сільській громаді Хмільницького району Вінницької області. Орган місцевого самоврядування — Воскодавинецька сільська рада.
Голова сільської ради — Білик Юрій Андрійович.

## Географія
Селом протікає річка Камуроївка, ліва притока Десенки.

## Історія
Станом на 1885 рік у колишньому власницькому селі Самгородської волості Бердичівського повіту Київської губернії мешкало 343 особи, налічувалось 41 дворове господарство, існували православна церква, постоялий будинок, 2 водяних і 2 вітряних млини.
За переписом 1897 року кількість мешканців зросла до 645 осіб (312 чоловічої статі та 333 — жіночої), з яких 543 — православної віри, 64 — римо-католицької.

## Транспортне сполучення
Село має автобусне сполучення із обласним та районним центрами.